# PGA Championship
| Turnier               | Ort                   | Entstehung | Termin |
| --------------------- | --------------------- | ---------- | ------ |
| US Masters            | Augusta, Georgia, USA | 1934       | April  |
| PGA Championship      | USA                   | 1916       | Mai    |
| U.S. Open             | USA                   | 1895       | Juni   |
| The Open Championship | UK                    | 1860       | Juli   |

Die PGA Championship  wird von der Professional Golfers’ Association von Amerika (PGA of America) im Rahmen der PGA Tour veranstaltet und zählt zu den vier Major-Golfturnieren. Sie wurde das erste Mal 1916 im Siwanoy Country Club in Bronxville, New York ausgetragen. Es gewann der in Amerika lebende Engländer Jim Barnes. Das Turnier findet seit 2019 im Mai auf unterschiedlichen Plätzen in den USA statt. Bis 1958 wurde das Turnier als Lochwettspiel ausgetragen, seitdem als Zählspiel über vier Runden.
Weitere Major-Golfturniere sind die US Open, The Open Championship und das US Masters.

## Besonderheiten des Teilnehmerfeldes
Das Teilnehmerfeld der PGA Championship besteht üblicherweise aus bis zu 156 Spielern und unterscheidet sich etwas von dem der anderen Majors. Neben Tour-Profis berücksichtigt es auch 20 Club-Professionals, die überwiegend in Clubs als Golflehrer arbeiten. Es ist zudem das einzige Major, in dem keine Amateure starten dürfen. Zu den Hauptkategorien gehören:
- Alle früheren Sieger der PGA Championship
- Gewinner der letzten fünf Ausgaben der anderen drei Majors (Masters, U.S. Open, The Open Championship)
- Gewinner der letzten drei The Players Championships
- Die besten 70 Spieler der PGA Championship-Punkteliste, basierend auf den offiziellen Einnahmen der PGA Tour seit der vorherigen PGA Championship
- Die 20 besten Spieler der PGA Professional Championship, der Meisterschaft der Club-Pros
- Mitglieder der letzten Ryder-Cup-Teams (USA und Europa), sofern sie unter den Top 100 der offiziellen Weltrangliste stehen
- Gewinner von offiziellen PGA Tour-Turnieren seit der letzten PGA Championship
- Spezielle Einladungen der PGA of America

In den vergangenen Jahren wurden auch Spieler der LIV Golf League eingeladen, sofern sie die Qualifikationskriterien erfüllten oder eine spezielle Einladung erhielten. Bei der PGA Championship 2025 waren insgesamt 16 LIV-Spieler im Feld vertreten, darunter ehemalige Champions wie Brooks Koepka, Phil Mickelson und Martin Kaymer sowie weitere prominente Namen wie Dustin Johnson, Bryson DeChambeau und Jon Rahm. Die PGA of America betont, dass die Einladungen auf der Leistung der Spieler basieren, unabhängig von ihrer Zugehörigkeit zu bestimmten Touren, um das stärkste mögliche Teilnehmerfeld zu gewährleisten.

## Die häufigsten Sieger
- Walter Hagen (5 Siege zwischen 1921 und 1927)
- Jack Nicklaus (5 Siege zwischen 1963 und 1980)
- Tiger Woods (4 Siege zwischen 1999 und 2007)
- Gene Sarazen (3 Siege zwischen 1922 und 1933)
- Sam Snead (3 Siege zwischen 1942 und 1951)
- Brooks Koepka (3 Siege zwischen 2018 und 2023)

## Sieger seit 1958
| Jahr | Sieger             | Nationalität       | Course                                     | Austragungsort                 | Ergebnis              |
| ---- | ------------------ | ------------------ | ------------------------------------------ | ------------------------------ | --------------------- |
| 2025 | Scottie Scheffler  | Vereinigte Staaten | Quali Hollow Club                          | Charlotte, North Carolina      | 69-68-65-71=273 (−11) |
| 2024 | Xander Schauffele  | Vereinigte Staaten | Valhalla Golf Club                         | Louisville, Kentucky           | 62-68-68-65=263 (−21) |
| 2023 | Brooks Koepka (3)  | Vereinigte Staaten | Oak Hill Country Club East Course          | Rochester, New York            | 72-66-66-67=271 (−9)  |
| 2022 | Justin Thomas (2)  | Vereinigte Staaten | Southern Hills Country Club                | Tulsa, Oklahoma                | 67-67-74-67=275 (−5)  |
| 2021 | Phil Mickelson (2) | Vereinigte Staaten | Kiawah Island Golf Resort                  | Kiawah Island, South Carolina  | 70-69-70-73=282 (−6)  |
| 2020 | Collin Morikawa    | Vereinigte Staaten | TPC Harding Park                           | San Francisco, Kalifornien     | 69-69-65-64=267 (−13) |
| 2019 | Brooks Koepka (2)  | Vereinigte Staaten | Bethpage Black Course                      | Old Bethpage, New York         | 63-65-70-74=272 (−8)  |
| 2018 | Brooks Koepka      | Vereinigte Staaten | Bellerive Country Club                     | St. Louis, Missouri            | 69-63-66-66=264 (−16) |
| 2017 | Justin Thomas      | Vereinigte Staaten | Quail Hollow Golf Club                     | Charlotte, North Carolina      | 73-66-69-68=276 (−8)  |
| 2016 | Jimmy Walker       | Vereinigte Staaten | Baltusrol Golf Club Lower Course           | Springfield, New Jersey        | 65-66-68-67=266 (−14) |
| 2015 | Jason Day          | Australien         | Whistling Straits Straits Course           | Kohler, Wisconsin              | 68-67-66-67=268 (−20) |
| 2014 | Rory McIlroy (2)   | Nordirland         | Valhalla Golf Club                         | Louisville, Kentucky           | 66-67-67-68=268 (−16) |
| 2013 | Jason Dufner       | Vereinigte Staaten | Oak Hill Country Club East Course          | Rochester, New York            | 68-63-71-68=270 (−10) |
| 2012 | Rory McIlroy       | Nordirland         | Kiawah Island Golf Resort The Ocean Course | Kiawah Island, South Carolina  | 67-75-67-66=275 (−13) |
| 2011 | Keegan Bradley     | Vereinigte Staaten | Atlanta Athletic Club Highlands Course     | Johns Creek, Georgia           | 71-64-69-68=272 (−8)  |
| 2010 | Martin Kaymer      | Deutschland        | Whistling Straits Straits Course           | Kohler, Wisconsin              | 72-68-67-70=277 (−11) |
| 2009 | Yang Yong-eun      | Südkorea           | Hazeltine National Golf Club               | Chaska, Minnesota              | 73-70-67-70=280 (−8)  |
| 2008 | Pádraig Harrington | Irland             | Oakland Hills Country Club South Course    | Bloomfield Township, Michigan  | 71-74-66-66=277 (−3)  |
| 2007 | Tiger Woods (4)*   | Vereinigte Staaten | Southern Hills Country Club                | Tulsa, Oklahoma                | 71-63-69-69=272 (−8)  |
| 2006 | Tiger Woods (3)    | Vereinigte Staaten | Medinah Country Club Course No. 3          | Medinah, Illinois              | 69-68-65-68=270 (−18) |
| 2005 | Phil Mickelson     | Vereinigte Staaten | Baltusrol Golf Club Lower Course           | Springfield, New Jersey        | 67-65-72-72=276 (−4)  |
| 2004 | Vijay Singh (2)    | Fidschi            | Whistling Straits Straits Course           | Kohler, Wisconsin              | 67-68-69-76=280 (−8)  |
| 2003 | Shaun Micheel      | Vereinigte Staaten | Oak Hill Country Club East Course          | Rochester, New York            | 69-68-69-70=276 (−4)  |
| 2002 | Rich Beem          | Vereinigte Staaten | Hazeltine National Golf Club               | Chaska, Minnesota              | 72-66-72-68=278 (−10) |
| 2001 | David Toms         | Vereinigte Staaten | Atlanta Athletic Club Highlands Course     | Duluth, Georgia                | 66-65-65-69=265 (−15) |
| 2000 | Tiger Woods (2)    | Vereinigte Staaten | Valhalla Golf Club                         | Louisville, Kentucky           | 66-67-70-67=270 (−18) |
| 1999 | Tiger Woods        | Vereinigte Staaten | Medinah Country Club Course No. 3          | Medinah, Illinois              | 70-67-68-72=277 (−11) |
| 1998 | Vijay Singh        | Fidschi            | Sahalee Country Club                       | Sammamish, Washington          | 70-66-67-68=271 (−9)  |
| 1997 | Davis Love III     | Vereinigte Staaten | Winged Foot Golf Club West Course          | Mamaroneck, New York           | 66-71-66-66=269 (−11) |
| 1996 | Mark Brooks        | Vereinigte Staaten | Valhalla Golf Club                         | Louisville, Kentucky           | 68-70-69-70=277 (−11) |
| 1995 | Steve Elkington    | Australien         | Riviera Country Club                       | Los Angeles, Kalifornien       | 68-67-68-64=267 (−17) |
| 1994 | Nick Price (2)     | Simbabwe           | Southern Hills Country Club                | Tulsa, Oklahoma                | 67-65-70-67=269 (−11) |
| 1993 | Paul Azinger       | Vereinigte Staaten | Inverness Club                             | Toledo, Ohio                   | 69-66-69-68=272 (−12) |
| 1992 | Nick Price         | Simbabwe           | Bellerive Country Club                     | St. Louis, Missouri            | 70-70-68-70=278 (−6)  |
| 1991 | John Daly          | Vereinigte Staaten | Crooked Stick Golf Club                    | Carmel, Indiana                | 69-67-69-71=276 (−12) |
| 1990 | Wayne Grady        | Australien         | Shoal Creek Golf and Country Club          | Birmingham, Alabama            | 72-67-72-71=282 (−6)  |
| 1989 | Payne Stewart      | Vereinigte Staaten | Kemper Lakes Golf Club                     | Long Grove, Illinois           | 74-66-69-67=276 (−12) |
| 1988 | Jeff Sluman        | Vereinigte Staaten | Oak Tree Golf Club                         | Edmond, Oklahoma               | 69-70-68-65=272 (−12) |
| 1987 | Larry Nelson (2)   | Vereinigte Staaten | PGA National Resort & Spa                  | Palm Beach Gardens, Florida    | 70-72-73-72=287 (−1)  |
| 1986 | Bob Tway           | Vereinigte Staaten | Inverness Club                             | Toledo, Ohio                   | 72-70-64-70=276 (−8)  |
| 1985 | Hubert Green       | Vereinigte Staaten | Cherry Hills Country Club                  | Cherry Hills Village, Colorado | 67-69-70-72=278 (−10) |
| 1984 | Lee Trevino (2)    | Vereinigte Staaten | Shoal Creek Golf and Country Club          | Birmingham, Alabama            | 69-68-67-69=273 (−15) |
| 1983 | Hal Sutton         | Vereinigte Staaten | Riviera Country Club                       | Los Angeles, Kalifornien       | 65-66-72-71=274 (−10) |
| 1982 | Raymond Floyd (2)  | Vereinigte Staaten | Southern Hills Country Club                | Tulsa, Oklahoma                | 63-69-68-72=272 (−8)  |
| 1981 | Larry Nelson       | Vereinigte Staaten | Atlanta Athletic Club Highlands Course     | Duluth, Georgia                | 70-66-66-71=273 (−7)  |
| 1980 | Jack Nicklaus (5)  | Vereinigte Staaten | Oak Hill Country Club East Course          | Rochester, New York            | 70-69-66-69=274 (−6)  |
| 1979 | David Graham       | Australien         | Oakland Hills Country Club South Course    | Bloomfield Township, Michigan  | 69-68-70-65=272 (−8)  |
| 1978 | John Mahaffey      | Vereinigte Staaten | Oakmont Country Club                       | Oakmont, Pennsylvania          | 75-67-68-66=276 (−8)  |
| 1977 | Lanny Wadkins      | Vereinigte Staaten | Pebble Beach Golf Links                    | Pebble Beach, Kalifornien      | 69-71-72-70=282 (−6)  |
| 1976 | Dave Stockton (2)  | Vereinigte Staaten | Congressional Country Club Blue Course     | Bethesda, Maryland             | 70-72-69-70=281 (+1)  |
| 1975 | Jack Nicklaus (4)  | Vereinigte Staaten | Firestone Country Club South Course        | Akron, Ohio                    | 70-68-67-71=276 (−4)  |
| 1974 | Lee Trevino        | Vereinigte Staaten | Tanglewood Park Championship Course        | Clemmons, North Carolina       | 73-66-68-69=276 (−4)  |
| 1973 | Jack Nicklaus (3)  | Vereinigte Staaten | Canterbury Golf Club                       | Beachwood, Ohio                | 72-68-68-69=277 (−7)  |
| 1972 | Gary Player (2)    | Südafrika          | Oakland Hills Country Club South Course    | Bloomfield Hills, Michigan     | 71-71-67-72=281 (+1)  |
| 1971 | Jack Nicklaus (2)  | Vereinigte Staaten | PGA National Golf Club                     | Palm Beach Gardens, Florida    | 69-69-70-73=281 (−7)  |
| 1970 | Dave Stockton      | Vereinigte Staaten | Southern Hills Country Club                | Tulsa, Oklahoma                | 70-70-66-73=279 (−1)  |
| 1969 | Raymond Floyd      | Vereinigte Staaten | NCR Country Club South Course              | Dayton, Ohio                   | 69-66-67-74=276 (−8)  |
| 1968 | Julius Boros       | Vereinigte Staaten | Pecan Valley Golf Club                     | San Antonio, Texas             | 71-71-70-69=281 (+1)  |
| 1967 | Don January        | Vereinigte Staaten | Columbine Country Club                     | Columbine Valley, Colorado     | 71-72-70-68=281 (−7)  |
| 1966 | Al Geiberger       | Vereinigte Staaten | Firestone Country Club South Course        | Akron, Ohio                    | 68-72-68-72=280 (E)   |
| 1965 | Dave Marr          | Vereinigte Staaten | Laurel Valley Golf Club                    | Ligonier, Pennsylvania         | 70-69-70-71=280 (−4)  |
| 1964 | Bobby Nichols      | Vereinigte Staaten | Columbus Country Club                      | Columbus, Ohio                 | 64-71-69-67=271 (−9)  |
| 1963 | Jack Nicklaus      | Vereinigte Staaten | Dallas Athletic Club Blue Course           | Dallas, Texas                  | 69-73-69-68=279 (−5)  |
| 1962 | Gary Player        | Südafrika          | Aronimink Golf Club                        | Newtown Square, Pennsylvania   | 72-67-69-70=278 (−2)  |
| 1961 | Jerry Barber       | Vereinigte Staaten | Olympia Fields Country Club                | Olympia Fields, Illinois       | 69-67-71-70=277 (−3)  |
| 1960 | Jay Hebert         | Vereinigte Staaten | Firestone Country Club South Course        | Akron, Ohio                    | 72-67-72-70=281 (+1)  |
| 1959 | Bob Rosburg        | Vereinigte Staaten | Minneapolis Golf Club                      | Minneapolis, Minnesota         | 71-72-68-66=277 (−3)  |
| 1958 | Dow Finsterwald    | Vereinigte Staaten | Llanerch Country Club                      | Havertown, Pennsylvania        | 67-72-70-67=276 (−4)  |

(*) Die Zahl gibt die Anzahl der Siege des einzelnen Golfers bis dahin an.
Zweit-Platzierte im Play-off:
1. ↑  Will Zalatoris (Vereinigte Staaten)
2. ↑  Jason Dufner (Vereinigte Staaten)
3. ↑  Bubba Watson (Vereinigte Staaten)
4. ↑  Chris DiMarco und Justin Leonard (beide Vereinigte Staaten)
5. ↑  Bob May (Vereinigte Staaten)
6. ↑  Kenny Perry (Vereinigte Staaten)
7. ↑  Colin Montgomerie (Schottland)
8. ↑  Greg Norman (Australien)
9. ↑  Lanny Wadkins (Vereinigte Staaten)
10. ↑  Ben Crenshaw (Vereinigte Staaten)
11. ↑  Tom Watson und Jerry Pate (beide Vereinigte Staaten)
12. ↑  Gene Littler (Vereinigte Staaten)
13. ↑  Don Massengale (Vereinigte Staaten)
14. ↑  Don January (Vereinigte Staaten)